# Mesenopsis albivitta
Mesenopsis albivitta är en fjärilsart som beskrevs av Percy I. Lathy 1904. Mesenopsis albivitta ingår i släktet Mesenopsis och familjen Riodinidae. Inga underarter finns listade i Catalogue of Life.